# Ladchincholi, Aland
Ladchincholi là một làng thuộc tehsil Aland, huyện Gulbarga, bang Karnataka, Ấn Độ.